# Roberta Peters
Roberta Peters, eigentlich Roberta Peterman (* 4. Mai 1930 in der Bronx, New York; † 18. Januar 2017 in Rye, New York) war eine US-amerikanische Opern-, Operetten-, Musical-, Lied- und Konzertsängerin (Sopran). Sie gehörte zu den bekanntesten Koloratursopranistinnen des 20. Jahrhunderts.

## Leben
Sie war das einzige Kind eines Schuhmachers und einer Hutmodistin. Im Alter von 13 Jahren begann sie ihre musikalische Ausbildung u. a. bei William Pierce Herman. 1950 debütierte sie, die zuvor noch nie auf einer Bühne stand, als Zerlina in Don Giovanni an der Metropolitan Opera in New York und wurde über Nacht bekannt. Roberta Peters sang auf allen großen Opernbühnen der Welt. Ab Mitte der 1950er Jahre gastierte sie an mehreren italienischen Opernhäusern sowie an der Staatsoper Wien. Besonderes Aufsehen erregte sie als Königin der Nacht bei den Salzburger Festspielen 1963/64.
Zum Repertoire der international gefragten Sängerin gehörten u. a. die Rollen der Susanna in Die Hochzeit des Figaro, der Rosina in Der Barbier von Sevilla, der Norina in Don Pasquale, der Nanetta in Falstaff, der Sophie in Der Rosenkavalier, der Lucia in Lucia di Lammermoor, des Amore in Orpheus und Eurydike, der Marzelina in Fidelio, der Despina in Così fan tutte, um nur einige der vielen zu nennen. Gelegentlich sang sie auch die Violetta in La traviata und die Mimi in La Bohème. In ihrer späteren Karriere fügte sie ihrem Repertoire einige Operetten- und Musicalrollen hinzu, wie beispielsweise Die lustige Witwe oder The King and I.
Die Sopranistin war eine weltweit gefragte Lied- und Konzertsängerin. Eine umfangreiche Diskografie und eine hohe Anzahl diverser TV- und Videoaufzeichnungen dokumentieren Peters’ großes musikalisches Spektrum.
Roberta Peters war 1951 mit ihrem Kollegen an der Metropolitan Opera, dem Bariton Robert Merrill, für wenige Monate verheiratet. Aus ihrer 1955 geschlossenen zweiten Ehe gingen zwei Söhne hervor.

## Diskografie
- Roberta Peters – Biografie und Diskografie auf ArkivMusic (englisch)